# Next Generation Adelaide International 2008 - Qualificazioni singolare
Le qualificazioni del singolare  del Next Generation Adelaide International 2008 sono state un torneo di tennis preliminare per accedere alla fase finale della manifestazione. I vincitori dell'ultimo turno sono entrati di diritto nel tabellone principale. In caso di ritiro di uno o più giocatori aventi diritto a questi sono subentrati i lucky loser, ossia i giocatori che hanno perso nell'ultimo turno ma che avevano una classifica più alta rispetto agli altri partecipanti che avevano comunque perso nel turno finale.
Le qualificazioni del torneo Next Generation Adelaide International  2008 prevedevano 32 partecipanti di cui 4 sono entrati nel tabellone principale.

## Teste di serie
1. Frank Dancevic (Qualificato)
2. Boris Pašanski (primo turno)
3. Rik De Voest (primo turno)
4. Wayne Odesnik (Qualificato)

1. Alun Jones (ultimo turno)
2. Robby Ginepri (secondo turno)
3. Lukáš Lacko (primo turno)
4. Konstantinos Economidis (primo turno)

## Qualificati
1. Frank Dancevic
2. Andrej Golubev

1. Ivo Klec
2. Wayne Odesnik

## Tabellone

### Legenda
| - Q = Qualificato - WC = Wild card - LL = Lucky loser | - ALT = Alternate - SE = Special Exempt - PR = Protected Ranking | - w/o = Walkover - r = Ritirato - d = Squalificato |

### Sezione 1
|  | Primo turno        | Primo turno        | Primo turno        | Primo turno | Primo turno |  |  | Secondo turno      | Secondo turno      | Secondo turno      | Secondo turno      | Secondo turno      |   |   | Ultimo turno | Ultimo turno   | Ultimo turno   | Ultimo turno | Ultimo turno |  |
|  |                    |                    |                    |             |             |  |  |                    |                    |                    |                    |                    |   |   |              |                |                |              |              |  |
|  | 1                  | Frank Dancevic     | Frank Dancevic     | 6           | 6           |  |  |                    |                    |                    |                    |                    |   |   |              |                |                |              |              |  |
|  |                    | Greg Jones         | Greg Jones         | 4           | 0           |  |  | 1                  | Frank Dancevic     | Frank Dancevic     | 6                  | 7                  |   |   |              |                |                |              |              |  |
|  | Adam Feeney        | Adam Feeney        | 6                  | 3           | 6           |  |  |                    | Adam Feeney        | Adam Feeney        | 4                  | 65                 |   |   |              |                |                |              |              |  |
|  | Simon Stadler      | Simon Stadler      | 3                  | 6           | 3           |  |  |                    |                    |                    |                    |                    |   |   | 1            | Frank Dancevic | Frank Dancevic | 6            | 6            |  |
|  | Philipp Petzschner | Philipp Petzschner | Philipp Petzschner | 6           | 6           |  |  |                    |                    |                    | Philipp Petzschner | Philipp Petzschner | 3 | 4 |              |                |                |              |              |  |
|  | Julian Reister     | Julian Reister     | Julian Reister     | 4           | 4           |  |  | Philipp Petzschner | Philipp Petzschner | Philipp Petzschner | 6                  | 7                  |   |   |              |                |                |              |              |  |
|  |                    | Jesse Huta Galung  | 4                  | 7           | 6           |  |  | Jesse Huta Galung  | Jesse Huta Galung  | Jesse Huta Galung  | 2                  | 6                  |   |   |              |                |                |              |              |  |
|  | 7                  | Lukáš Lacko        | 6                  | 65          | 4           |  |  |                    |                    |                    |                    |                    |   |   |              |                |                |              |              |  |

### Sezione 2
|  | Primo turno          | Primo turno          | Primo turno          | Primo turno | Primo turno |  |  | Secondo turno        | Secondo turno        | Secondo turno | Secondo turno | Secondo turno |   |   | Ultimo turno   | Ultimo turno   | Ultimo turno | Ultimo turno | Ultimo turno |  |
|  |                      |                      |                      |             |             |  |  |                      |                      |               |               |               |   |   |                |                |              |              |              |  |
|  |                      | Andrej Golubev       | 3                    | 7           | 7           |  |  |                      |                      |               |               |               |   |   |                |                |              |              |              |  |
|  | 2                    | Boris Pašanski       | 6                    | 6           | 64          |  |  | Andrej Golubev       | Andrej Golubev       | 7             | 3             | 7             |   |   |                |                |              |              |              |  |
|  | Oleksandr Dolgopolov | Oleksandr Dolgopolov | Oleksandr Dolgopolov | 6           | 6           |  |  | Oleksandr Dolgopolov | Oleksandr Dolgopolov | 5             | 6             | 63            |   |   |                |                |              |              |              |  |
|  | Dominik Meffert      | Dominik Meffert      | Dominik Meffert      | 4           | 4           |  |  |                      |                      |               |               |               |   |   | Andrej Golubev | Andrej Golubev | 3            | 6            | 6            |  |
|  | Filip Prpic          | Filip Prpic          | 6                    | 2           | 6           |  |  |                      |                      | Filip Prpic   | Filip Prpic   | 6             | 1 | 4 |                |                |              |              |              |  |
|  | Jesse Levine         | Jesse Levine         | 2                    | 6           | 4           |  |  |                      | Filip Prpic          | 1             | 6             | 4             |   |   |                |                |              |              |              |  |
|  | 6                    | Robby Ginepri        | Robby Ginepri        | 6           | 6           |  |  | 6                    | Robby Ginepri        | 6             | 3             | 2r            |   |   |                |                |              |              |              |  |
|  |                      | Nick Lindahl         | Nick Lindahl         | 2           | 4           |  |  |                      |                      |               |               |               |   |   |                |                |              |              |              |  |

### Sezione 3
|  | Primo turno      | Primo turno             | Primo turno | Primo turno | Primo turno |  |  | Secondo turno    | Secondo turno    | Secondo turno    | Secondo turno | Secondo turno |   |   | Ultimo turno | Ultimo turno | Ultimo turno | Ultimo turno | Ultimo turno |  |
|  |                  |                         |             |             |             |  |  |                  |                  |                  |               |               |   |   |              |              |              |              |              |  |
|  |                  | Ivo Klec                | 6           | 3           | 6           |  |  |                  |                  |                  |               |               |   |   |              |              |              |              |              |  |
|  | 3                | Rik De Voest            | 3           | 6           | 3           |  |  | Ivo Klec         | Ivo Klec         | Ivo Klec         | 7             | 6             |   |   |              |              |              |              |              |  |
|  | Michael Quintero | Michael Quintero        | 64          | 7           | 6           |  |  | Michael Quintero | Michael Quintero | Michael Quintero | 63            | 3             |   |   |              |              |              |              |              |  |
|  | Adam Vejmelka    | Adam Vejmelka           | 7           | 6           | 2           |  |  |                  |                  |                  |               |               |   |   | Ivo Klec     | Ivo Klec     | Ivo Klec     | 6            | 6            |  |
|  | Samuel Groth     | Samuel Groth            | 2           | 6           | 6           |  |  |                  |                  | Oliver Marach    | Oliver Marach | Oliver Marach | 3 | 2 |              |              |              |              |              |  |
|  | Lukáš Rosol      | Lukáš Rosol             | 6           | 3           | 4           |  |  | Samuel Groth     | Samuel Groth     | 7                | 4             | 1             |   |   |              |              |              |              |              |  |
|  |                  | Oliver Marach           | 6           | 4           | 7           |  |  | Oliver Marach    | Oliver Marach    | 64               | 6             | 6             |   |   |              |              |              |              |              |  |
|  | 8                | Konstantinos Economidis | 2           | 6           | 65          |  |  |                  |                  |                  |               |               |   |   |              |              |              |              |              |  |

### Sezione 4
|  | Primo turno        | Primo turno        | Primo turno     | Primo turno | Primo turno |  |  | Secondo turno | Secondo turno | Secondo turno | Secondo turno | Secondo turno |   |   | Ultimo turno | Ultimo turno  | Ultimo turno  | Ultimo turno | Ultimo turno |  |
|  |                    |                    |                 |             |             |  |  |               |               |               |               |               |   |   |              |               |               |              |              |  |
|  | 4                  | Wayne Odesnik      | Wayne Odesnik   | 6           | 7           |  |  |               |               |               |               |               |   |   |              |               |               |              |              |  |
|  |                    | Colin Ebelthite    | Colin Ebelthite | 3           | 63          |  |  | 4             | Wayne Odesnik | Wayne Odesnik | 6             | 7             |   |   |              |               |               |              |              |  |
|  | Ti Chen            | Ti Chen            | Ti Chen         | 6           | 7           |  |  |               | Ti Chen       | Ti Chen       | 2             | 6             |   |   |              |               |               |              |              |  |
|  | Tobias Kamke       | Tobias Kamke       | Tobias Kamke    | 4           | 5           |  |  |               |               |               |               |               |   |   | 4            | Wayne Odesnik | Wayne Odesnik | 6            | 6            |  |
|  | Björn Phau         | Björn Phau         | 7               | 3           | 7           |  |  |               |               | 5             | Alun Jones    | Alun Jones    | 0 | 4 |              |               |               |              |              |  |
|  | Mikhail Ledovskikh | Mikhail Ledovskikh | 5               | 6           | 65          |  |  |               | Björn Phau    | Björn Phau    | 3             | 2             |   |   |              |               |               |              |              |  |
|  | 5                  | Alun Jones         | Alun Jones      | 6           | 5           |  |  | 5             | Alun Jones    | Alun Jones    | 6             | 6             |   |   |              |               |               |              |              |  |
|  |                    | Wang Yeu-tzuoo     | Wang Yeu-tzuoo  | 3           | 0r          |  |  |               |               |               |               |               |   |   |              |               |               |              |              |  |